# Strepsigonia
Strepsigonia és un gènere de papallones nocturnes de la subfamília Drepaninae.

## Taxonomia
- Strepsigonia affinis Warren, 1897
- Strepsigonia kerbau Holloway, 1998
- Strepsigonia diluta (Warren, 1897)
- Strepsigonia nigrimaculata Warren, 1897
- Strepsigonia paludicola Holloway, 1998
- Strepsigonia placida (Swinhoe, 1902)
- Strepsigonia quadripunctata (Walker, 1862)
- Strepsigonia robusta  Holloway, 1998